# Kasteel Te Lake

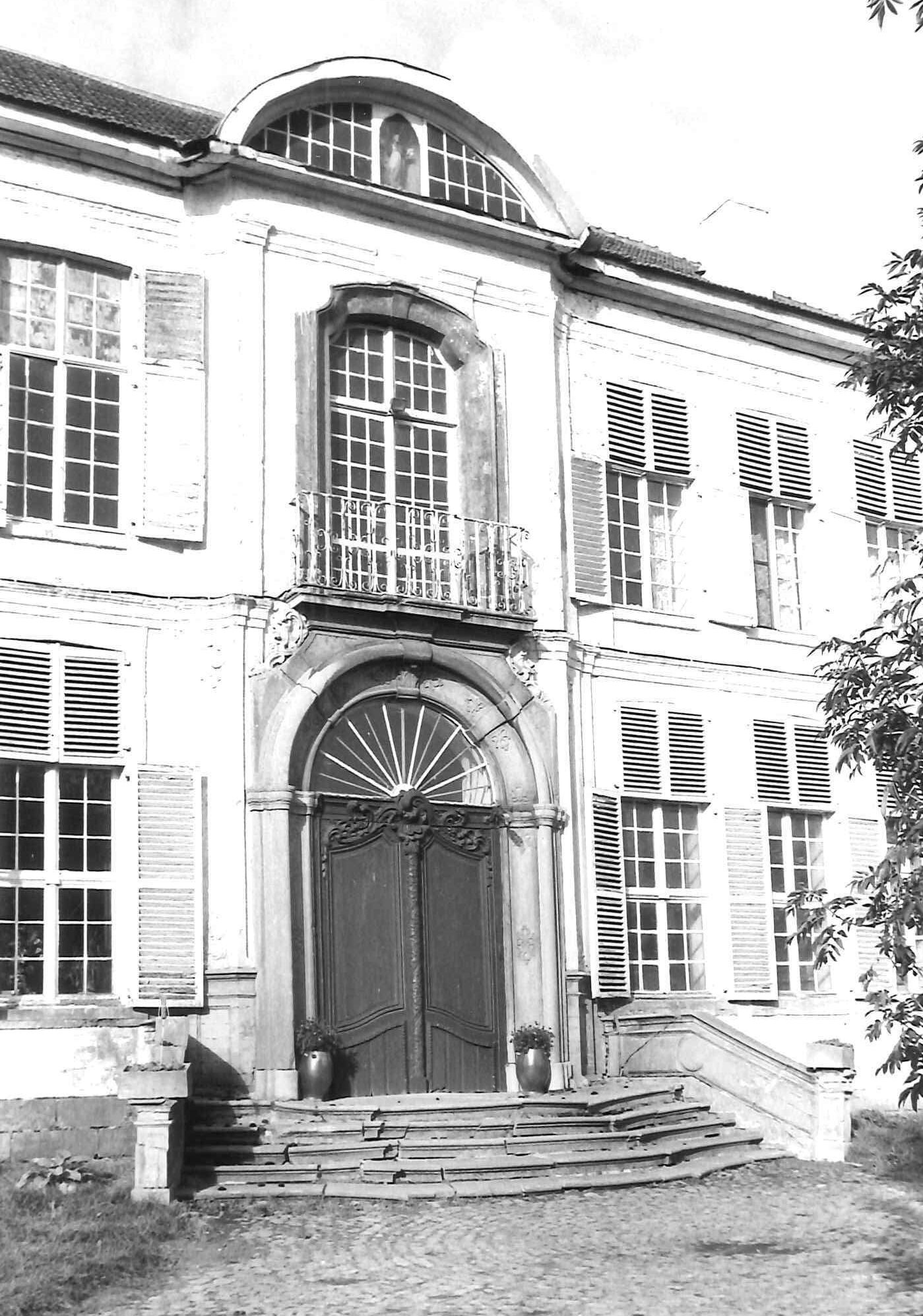
Ingangspartij van het kasteel

Het Kasteel Te Lake is een kasteel in de Belgische plaats Zulte (provincie Oost-Vlaanderen), gelegen aan Leie Linkeroever 37.

## Geschiedenis
Het kasteel bestond zeker al in de 13e eeuw en was zetel van de heerlijkheid Zulte, aanvankelijk in bezit van de familie Te lake. Vanaf eind 15e eeuw kwam het aan de familie van Gavere en in 1592 aan de familie Basta. Het was toen een versterkt en omgracht kasteel. In 1715 werd het gekocht door Jeroom Sebastiaan Limnander. Diens zoon Jeroom Olivier Limnander liet het kasteel slopen om het in 1748 te vervangen door een luxueuzer kasteel, met stallen, een tuinmanswoning en tuinen.
Vanaf 1857 was het bezit van Leonie Limnander die gehuwd was met baron Charles Van Zuylen van Nyevelt en in 1888 kwam het aan Charles Van Malcote de Kessel, welke het in 1912 verkocht aan de paters oblaten, welke uit Waregem afkomstig waren. Dezen stichtten er een hoeve en een zuivelfabriek. In 1920 verkochten zij het kasteel alweer, en wel aan Alfred Versele eigenaar van de Brouwerij Anglo-Belge. Landbouwer Jules De Clerck kwam er te wonen en deze startte de zuivelfabriek weer op onder de naam Leiedal. Verder kwam er een paardenfokkerij. Ook was er een vlasbedrijf.
In 1972 werd de Leie gekanaliseerd. Door de aanleg van het Leiekanaal werd het landgoed, dat in een bocht van de Leie lag, van de plaats Zulte afgesneden, al kon het via een brug worden bereikt.
Ondertussen bleef de familie Versele de eigenaar, en in 1990 liet deze het kasteel en het landgoed restaureren. In 2018 werd het kasteel verkocht aan de huidige eigenaar.

## Gebouw
Het betreft een classicistisch kasteel van 1748 en koetshuis binnen een vijfhoekige omgrachting, toegankelijk via een brug van 1802. Een lage trap leidt naar het ingangsportaal dat zich bevindt in het middenrisaliet van de voorgevel. De houten vleugeldeur in rococostijl is afkomstig van de in 1753 gebouwde sacristie, welke onderdeel was van het klooster der geschoeide Karmelieten te Gent, waar de deur in 1847 werd verwijderd. In het interieur zijn nog 18e-eeuwse salons in Lodewijk XVI-stijl en rococostijl, met stucplafonds, haarden en dergelijke.
Ook de koetshuizen en stallen zijn oorspronkelijk van 1748 maar later vergroot.